# Malaysia Masters
Die Malaysia Masters (2013–2014 Malaysia Grand Prix Gold, 2009–2012 Malaysia Open Grand Prix Gold) sind ein hochrangiges Badminton-Turnier.
Es wird seit 2009 ausgetragen und fand 2009 und 2010 in Johor Bahru statt; 2011 in Alor Setar, 2012 in Johor Bahru, 2013 in Kuala Lumpur, 2014 in Johor Bahru, 2015 in Kuching und 2016 werden die Malaysia Masters in Penang ausgetragen. Es ist nicht zu verwechseln mit den höherrangigen Malaysia Open. Es gehört seit 2009 dem BWF Grand Prix an und hat seitdem den Status Grand Prix Gold. Mit der Installation eines zweiten hochrangigen Badmintonturniers in Malaysia wurde der Bedeutung des Landes im Badmintonsport Rechnung getragen.

## Die Sieger
| Jahr | Herreneinzel           | Dameneinzel           | Herrendoppel                                   | Damendoppel                                       | Mixed                                          |
| ---- | ---------------------- | --------------------- | ---------------------------------------------- | ------------------------------------------------- | ---------------------------------------------- |
| 2009 | Lee Chong Wei          | Wang Shixian          | Koo Kien Keat Tan Boon Heong                   | Ma Jin Wang Xiaoli                                | Zheng Bo Ma Jin                                |
| 2010 | Lee Chong Wei          | Yip Pui Yin           | Markis Kido Hendra Setiawan                    | Duanganong Aroonkesorn Kunchala Voravichitchaikul | Devin Lahardi Fitriawan Liliyana Natsir        |
| 2011 | Lee Chong Wei          | Wang Xin              | Koo Kien Keat Tan Boon Heong                   | Miyuki Maeda Satoko Suetsuna                      | Tontowi Ahmad Liliyana Natsir                  |
| 2012 | Lee Chong Wei          | Busanan Ongbumrungpan | Koo Kien Keat Tan Boon Heong                   | Chin Eei Hui Wong Pei Tty                         | Chan Peng Soon Goh Liu Ying                    |
| 2013 | Alamsyah Yunus         | P. V. Sindhu          | Goh V Shem Lim Khim Wah                        | Pia Zebadiah Rizki Amelia Pradipta                | Praveen Jordan Vita Marissa                    |
| 2014 | Simon Santoso          | Yao Xue               | Danny Bawa Chrisnanta Chayut Triyachart        | Huang Yaqiong Yu Xiaohan                          | Lu Kai Huang Yaqiong                           |
| 2015 | Lee Hyun-il            | Nozomi Okuhara        | Kenta Kazuno Kazushi Yamada                    | Christinna Pedersen Kamilla Rytter Juhl           | Joachim Fischer Nielsen Christinna Pedersen    |
| 2016 | Lee Chong Wei          | P. V. Sindhu          | Markus Fernaldi Gideon Kevin Sanjaya Sukamuljo | Misaki Matsutomo Ayaka Takahashi                  | Zheng Siwei Li Yinhui                          |
| 2017 | Ng Ka Long             | Saina Nehwal          | Berry Angriawan Hardianto                      | Jongkolphan Kititharakul Rawinda Prajongjai       | Tan Kian Meng Lai Pei Jing                     |
| 2018 | Viktor Axelsen         | Ratchanok Intanon     | Fajar Alfian Muhammad Rian Ardianto            | Kamilla Rytter Juhl Christinna Pedersen           | Tang Chun Man Tse Ying Suet                    |
| 2019 | Son Wan-ho             | Ratchanok Intanon     | Markus Fernaldi Gideon Kevin Sanjaya Sukamuljo | Yuki Fukushima Sayaka Hirota                      | Yuta Watanabe Arisa Higashino                  |
| 2020 | Kento Momota           | Chen Yufei            | Kim Gi-jung Lee Yong-dae                       | Li Wenmei Zheng Yu                                | Zheng Siwei Huang Yaqiong                      |
| 2021 | nicht ausgetragen      | nicht ausgetragen     | nicht ausgetragen                              | nicht ausgetragen                                 | nicht ausgetragen                              |
| 2022 | Chico Aura Dwi Wardoyo | An Se-young           | Fajar Alfian Muhammad Rian Ardianto            | Chen Qingchen Jia Yifan                           | Zheng Siwei Huang Yaqiong                      |
| 2023 | H. S. Prannoy          | Akane Yamaguchi       | Kang Min-hyuk Seo Seung-jae                    | Baek Ha-na Lee So-hee                             | Dechapol Puavaranukroh Sapsiree Taerattanachai |
| 2024 | Viktor Axelsen         | Wang Zhiyi            | Kim Astrup Anders Skaarup Rasmussen            | Rin Iwanaga Kie Nakanishi                         | Goh Soon Huat Shevon Jemie Lai                 |
| 2025 | Li Shifeng             | Wang Zhiyi            | Man Wei Chong Tee Kai Wun                      | Liu Shengshu Tan Ning                             | Feng Yanzhe Huang Dongping                     |